# Symplocos cernua
Symplocos cernua är en tvåhjärtbladig växtart som beskrevs av Alexander von Humboldt och Bonpl. Symplocos cernua ingår i släktet Symplocos och familjen Symplocaceae. Inga underarter finns listade i Catalogue of Life.